# Didiscus
Didiscus is een geslacht van sponsdieren uit de klasse van de Demospongiae (gewone sponzen).

## Soorten
- Didiscus aceratus (Ridley & Dendy, 1886)
- Didiscus anisodiscus Vacelet & Vasseur, 1971
- Didiscus oxeata Hechtel, 1983
- Didiscus placospongioides Dendy, 1922
- Didiscus pseudodidiscoides (Corriero, Scalera-Liaci & Pronzato, 1996)
- Didiscus spinoxeatus Corriero, Scalera-Liaci & Pronzato, 1997
- Didiscus stylifer Tsurnamal, 1969
- Didiscus verdensis Hiemstra & van Soest, 1991